# Вплив пандемії COVID-19 на злочинність
Пандемія коронавірусної хвороби 2019 спричинила вплив на злочинність і незаконну економіку, зокрема організовану злочинність, тероризм, вуличну злочинність, онлайн-злочинність, незаконні ринки та контрабанду, торгівлю людьми та дикими тваринами, работоргівлю, пограбування та крадіжки зі зломом.
Глобальна ініціатива проти транснаціональної організованої злочинності заявила в аналітичній записці в березні 2020 року, що хоча важко зрозуміти довгостроковий вплив пандемії на її ранніх стадіях, деякі речі очевидні: пандемія спричинила зменшення деяких видів організованої злочинної діяльності, водночас надаючи нові можливості в інших сферах, спричиняючи зміни в «організовано-кримінальній економіці», які можуть бути довгостроковими. У доповіді стверджується, що деякі злочинні організації можуть скористатися ситуацією, розширивши діяльність, з можливістю «виникнення злочинних угруповань як постачальників і „партнерів“ держави з підтримки порядку».

## Злочини
COVID-19 спричинив зниження багатьох видів злочинів у всьому світі. Звіт USA Today від 4 квітня 2020 року показав зменшення кримінальних інцидентів (у США) з 15 березня в 19 з 20 перевірених поліцейських установах. Однак у доповіді також відзначається зростання домашнього насильства. Деякі відділи поліції навмисно заарештовували менше людей, щоб запобігти потенційному поширенню коронавірусу у в'язницях; а також намагалися вирішувати проблеми альтернативними способами, а не здійснювати фізичні арешти. Агентство «Associated Press» повідомило, що в Чикаго кількість арештів, пов'язаних із наркотиками, скоротилася на 42 % після запровадження карантину порівняно з тим самим періодом 2019 року. Загалом злочинність у Чикаго знизилася на 10 % після початку пандемії. Це зменшення спостерігається в містах у всьому світі, оскільки були посилені обмеження для стримування поширення коронавірусу.
Детальне дослідження одного поліцейського загону у Великій Британії виявило відмінності від початку пандемії залежно від типу злочину порівняно із середніми показниками за 5 років. Деякі типи злочинів відразу зменшилися після оголошення Всесвітньою організацією охорони здоров'я глобальної пандемії 11 березня 2020 року, інші — пізніше. Частота нападів була мінливою, але реагувала на зниження мобільності на робочому місці.
Після посилення обмежень на пересування в низці країн на вулицях стало менше людей, що призвело до зменшення вуличної злочинності. Завдяки більшій кількості людей, які залишаються вдома, кількість крадіжок на вулицях і квартирних крадіжок зменшилася. У Колумбії та Сальвадорі після запровадження карантину зменшилася кількість багато видів злочинів. У Перу в березні 2020 року рівень злочинності знизився на 84 %. Підозрюваний у тому, що він є сербським наркобароном, Драгослав Космаяц помер від COVID-19. У Карачі, одному з найбільш криміногенних міст Азії, весь березневий тиждень пройшов без крадіжок автомобілів. У Нью-Йорку масштабні крадіжки знизилися більш ніж на 50 % у квітні 2020 року порівняно з тим самим періодом минулого року; однак у місті зросла кількість комерційних крадіжок, незважаючи на загальне падіння серйозних злочинів приблизно на 29 %. У Мексиці під час пандемії було помічено, що деякі злочинні угруповання роздають продукти харчування, а в інших місцях Мексики деякі злочинці стикалися з безробіттям. В Австралії прикордонна поліція виявила метамфетамін (кристалічний мет/лід), який контрабандою ввозили в країну в пляшках із дезінфікуючим засобом для рук.

### Підробка та шахрайство
Неодноразово було виявлено підробку та шахрайство, безпосередньо пов'язані з пандемією COVID-19. На початку березня 2020 року понад 34 тисячі підроблених захисних масок було вилучено правоохоронними органами по всьому світу в рамках операції «Пангея» за підтримки Інтерполу та Європолу. Поліція в Індії вилучила тисячі підроблених респіраторів N95, провела рейди в магазинах, де продавалися дорогі маски та дезінфікуючі засоби, і порушила справу проти накопичувачів засобів індивідуального захисту. У США заарештовували кілька осіб, які видавали себе за лікарів і вимагали оплати за лікування.
Була проведена операція «Вкрадена обіцянка», коаліцією правоохоронних органів, сформована Австралією, Канадою, Новою Зеландією, Великою Британією та США, за участю митно-прикордонної служби США, FDA, Поштово-інспекційної служби США, Секретної служби США, Служби внутрішніх доходів, Федерального бюро розслідувань.

### Кіберзлочинність
Оскільки все більше людей розпочали проводити більше часу в Інтернеті, зріс рівень кіберзлочинності. Зі збільшенням кількості віддаленої роботи доступ до все більшої кількості корпоративних даних здійснюється з дому, де рівень комп'ютерної безпеки може бути не таким, як в офісних систем. Всесвітня організація охорони здоров'я опублікувала повідомлення про кібербезпеку, попереджаючи людей про шахраїв, які імітують співробітників ВООЗ.
Ще одне кібершахрайство в Америці призвело до того, що гроші, призначені для безробітних, були перенаправлені на шахрайські рахунки. Його масштаби включали мільйони доларів, і, найімовірніше, кіберзлочинці були нігерійцями.
Згідно з даними уряду, станом на лютий 2021 року кожен третій працівник у Великій Британії працював віддалено внаслідок карантину через COVID-19, що призвело до збільшення кількості кібератак на співробітників. Відсутність знань про кібератаки та кібербезпеку називають основною причиною зростання кіберзлочинності у Великій Британії під час пандемії COVID-19.

### Домашнє насильство
На тлі повідомлення про глобальне зростання домашнього насильства під час пандемії COVID-19 ООН закликала до «перемир'я» щодо домашнього насильства.
У Перу кількість жінок, яких вважають зниклими безвісти, зросла з 5 на день до COVID-19 до 8 під час карантину. Загалом 915 жінок у Перу вважалися зниклими безвісти та ймовірно померли протягом 3 місяців карантину.

### Злочини на ґрунті ненависті
У звіті розвідки, складеному Х'юстонським відділенням ФБР, попереджено про ймовірне збільшення кількості злочинів на ґрунті ненависті проти американців азійського походження на основі припущення, що частина жителів США пов'язує пандемію з Китаєм і американцями азійського походження. Також повідомлено про численні випадки злочинів на ґрунті ненависті, які вже скоєні по всій країні, наприклад, 3 членів сім'ї азійських американців поранила ножем особа, яка стверджувала, що вони були китайцями і поширювала вірус.

### Терористичні атаки
У своїй газеті «Аль-Наба» ІДІЛ рекомендувала своїм членам використовувати пандемію для здійснення терористичних атак. Деякі екстремісти вважали коронавірус божественною карою за людські гріхи як на Заході, так і в мусульманських країнах. Міжнародна кризова група заявила, що пандемія зашкодить міжнародним зусиллям у боротьбі з тероризмом. Однак академічні дослідження показують, що це не підтвердилося. Більшість дослідників виявили, що карантинні заходи, пов'язані з пандемією, призвели до зниження насильства з боку ІДІЛ.
У квітні в Індії серед співробітників поліції Делі було розповсюджено попередження про потенційний напад ІДІЛ на поліцейських у формі нападу терориста-одинака або ножових поранень, стрільби чи наїзду транспортних засобів. У період з січня по травень 2020 року сили безпеки Індії провели 27 контртерористичних операцій у штаті Джамму та Кашмір, під час яких було вбито понад 64 терористи. З них щонайменше 18 загинули під час карантину внаслідок COVID-19 в Індії. У перший тиждень травня 2020 року терористи вбили 5 спецназівців індійської армії. Командир терористичної організації «Хізб-уль-Муджахед» Ріяз Найку у своєму останньому аудіоповідомленні в квітні 2020 року закликав своїх підписників дотримуватися вказівок щодо безпеки здоров'я, які надавали експерти в галузі охорони здоров'я під час пандемії COVID-19. Невдовзі його вбили.
Також у травні серія терактів в Афганістані призвела до загибелі 56 осіб. Мішенями були пологове відділення лікарні та похорон, що призвело до смерті немовлят, персоналу лікарні та людей на похоронах.

### Використання COVID-19 як зброї
Працівниця залізниці з Лондона заразилася COVID-19 і померла після того, як чоловік напав на неї та колегу. Цей чоловік сказав, що у нього коронавірус, і почав плюватися і кашляти жінкам в обличчя, перш ніж втекти. Підліток, який реагував на домашній інцидент у Даремі в Англії, плюнув на поліцію, та кричав поліцейським, що сподівається, що у нього COVID-19; його звинуватили в нападі на працівника швидкої допомоги. У період з 1 квітня по 6 червня 2020 року люди 93 рази навмисно плювали або кашляли в ірландських поліцейських, що призвело до того, що поліція збільшила кількість використання капюшонів на 70 %. 24 квітня 2021 року іспанська поліція заарештували чоловіка, підозрюваного в зараженні коронавірусом 22 осіб, 8 з яких безпосередньо і 14 опосередковано, заявивши, що він не намагався перебувати на карантині або носити маску, незважаючи на наявність симптомів і проведення тесту.
У США кілька відділів поліції задокументували осіб, які кашляли або плювали на поліцейських, які говорили, що вони хворі на COVID-19. Звинувачення, які могли висуватися цим особам, варіюються від нападу другого ступеня до погрози тероризмом. Жінка з Нью-Джерсі плюнула на офіцера поліції та сказала поліцейським у відповідь, що у неї позитивний результат на COVID-19, коли вони її арештовували. Подібні випадки були зареєстровані у Флориді, Колорадо, Мічигані, Огайо та інших штатах.
В Індії релігійний захід мусульманської течії Джамаат Табліг, організований групою ісламських місіонерів, став найбільшим у країні джерелом інфекції, що призвело до висунення низки звинувачень у злочинах проти його учасників за недотримання карантинних обмежень. Більше 800 іноземців, які відвідали захід, було відстежено, а їх внесено до чорного списку. Індійські засоби масової інформації повідомили, що ті, кого уряд помістив на карантин, серед іншого плювали на медичний персонал, що призвело до висунення їм численних звинувачень згідно з Кримінальним кодексом Індії. Головний міністр штату Уттар-Прадеш в телевізійному інтерв'ю сказав, що «приховувати хворобу, яка є інфекційною, безумовно, є злочином. І цей злочин був скоєний тими, хто повязаний з Джамаат Табліг». Проти низки членів Джамаат Табліг були висунуті звинувачення в порушенні закону про національну безпеку та звинувачення у вбивстві.

## Поліція
У Нью-Делі в Індії серед поліцейських були розповсюджені нові вказівки щодо роботи поліції під час пандемії COVID-19. Наказ на 11 сторінках містив такі вказівки, як «дотримуватися відстані 6 футів від жертви на місці злочину» та «продезінфіковувати зброю». Ізраїль дозволив своєму внутрішньому агентству безпеки таємно збирати дані мобільних телефонів для відстеження носіїв коронавірусу. Ця ж технологія використовувалася для боротьби з тероризмом і не була оприлюднена до її застосування для відстеження хворих на COVID-19.
В Італії та Іспанії відбулася передислокація карабінерів та військових частин відповідно. Пандемія також вплинула на систему кримінального правосуддя. У Великій Британії, як частина планів на випадок непередбачених обставин, планувалось обмеження розслідування вбивств васлідок додаткового робочого навантаження, створеного пандемією. Бразилія призупинила операції по боротьбі з работоргівлею на невизначений термін.
Пандемія збільшила навантаження на різні поліцейські служби. Визнаючи збільшення робочого навантаження, польська поліція легковажно написала у твіттері 19 березня повідомлення, спрямоване до злочинців: «Будь ласка, припиніть будь-яку злочинну діяльність на невизначений термін», додавши, що «ми будемо вдячні за очікувану співпрацю щодо утримання від вчинення злочинів». В індійському штаті Біхар додатковий генеральний директор поліції визнав, що поліція більше зосереджена на дотриманні карантину, але поліцейський контроль також виконується, що значно збільшує їх робоче навантаження.
Пандемія спричинила зрив різноманітних транснаціональних операцій, таких як давно запланована спільна операція шести країн (Камбоджі, Китаю, Лаосу, М'янми, Таїланду та В'єтнаму) та Управління ООН з наркотиків і злочинності проти організованої злочинності та наркоторговців у регіоні. Зменшення легального транскордонного руху та обмеження міжнародного повітряного сполучення ускладнили контрабанду на великі відстані.
Також спостерігався вплив, пов'язаний із можливістю контакту представників правоохоронних органів з особами, у яких підтверджено або підозрювалося наявність COVID-19, хоча Центри з контролю та профілактики захворювань у США вважають безпосередній ризик для здоров'я у цьому випадку низьким. У разі контакту з особою з COVID-19 Центри з контролю та профілактики захворювань рекомендують, щоб правоохоронні органи дотримувалися тих самих вказівок, що й техніки екстреної медичної допомоги.

## Судові органи
Королівська прокуратура Сполученого Королівства рекомендувала позасудове розслідування менш тяжких злочинів. У США через ситуацію з пандемією було обмежено право на адвоката за шостою поправкою до конституції.
Уряди Ірану та Афганістану скоротили кількість ув'язнених, щоб обмежити поширення коронавірусу. Верховний суд Індії наказав урядам усіх індійських штатів розглянути питання про звільнення частини ув'язнених, у результаті чого 34 тисячі в'язнів були тимчасово звільнені. США та Індонезія також звільнили частину в'язнів.

## Додаткові джерела
- Crime and Contagion: The impact of a pandemic on organized crime. POLICY BRIEF. Global Initiative Against Transnational Organized Crime. (англ.)
- Crime, Corruption and Coronavirus. Organized Crime and Corruption Reporting Project (OCCRP) (англ.)
- Laura Spinney (15 жовтня 2019). How pandemics shape social evolution. Springer Nature. (англ.)
- United States Department of Homeland Security (DHS) Cybersecurity and Infrastructure Security Agency (CISA) and the United Kingdom's National Cyber Security Centre (NCSC). (8 квітня 2020). Alert (AA20-099A) COVID-19 Exploited by Malicious Cyber Actors. U.S. Computer Emergency Readiness Team (US-CERT). (англ.)
- Mark Beardsworth, Kevin Roberts, (19 травня 2020). Crime in the Time of COVID-19: The Progress of UK White-Collar Investigations and Trials During Lockdown. The National Law Review. (англ.)
- M Sridhar Acharyulu (4 квітня 2020). Is negligent spreading of COVID-19 a crime? The Times of India. (англ.)
- Europol (30 квітня 2020). Beyond the Pandemic — What will the criminal landscape look like after COVID-19?. Europol (англ.)